# Georges-Tobie de Thellusson
Georges-Tobie de Thellusson est né le 18 janvier 1728 à Paris, où il est mort le 4 septembre 1776. Résident de la République de Genève à Paris, il poursuit le commerce de la banque fondé par son père Isaac de Thellusson avec son oncle Isaac Vernet.

## Biographie
Georges Tobie de Thelusson était le fils de Isaac de Thelusson, banquier à Paris, d'une famille d'origine genevoise et protestante, et de Sarah Le Boullenger.
Il est baptisé dans la chapelle de l'hôtel des Ambassadeurs de Hollande, à Paris, le 19 mars 1728 .

Blason de la famille Théllusson.

Il fait ses débuts comme banquier entre les Pays-Bas, Genève et Paris. En 1756, il s'associe avec Isaac Vernet et Jacques Necker pour créer un établissement bancaire.
Jacques Necker (1732-1804), résident de la République de Genève à Paris, futur ministre des Finances de Louis XVI, débuta comme simple commis dans la banque Thellusson et Vernet à Genève, tout d'abord, puis à Paris, où il tenait les livres de compte. Il révèle toutes ses compétences lorsqu'un jour il remplace le premier commis chargé de négociations à la bourse lors d'une opération majeure. Il la mène à bon terme, s'éloignant même des instructions laissées, et procure à cette maison un bénéfice de 500 000 livres. Ce jour-là il acquiert la confiance des banquiers Thellusson et Vernet. Ils fondent tous trois en 1756 la « banque Thellusson, Vernet et Necker ».
De 1757 à 1766, le siège de  la banque Thelusson est installé dans l'hôtel d'Hallwyll, à Paris .

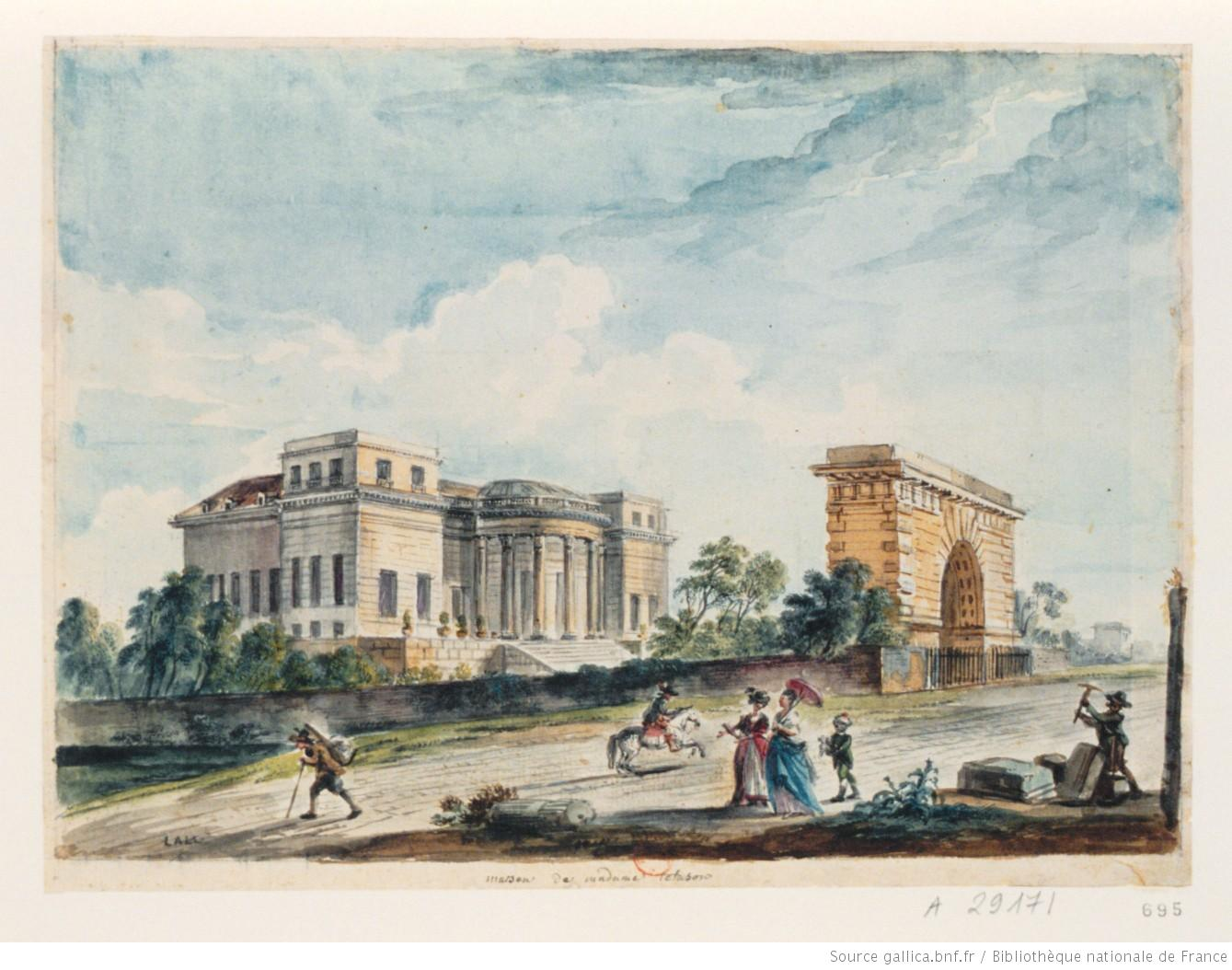
Hôtel de Thellusson. Par Jean-Baptiste Lallemand (1716-1803)

Lorsqu'en 1762 son oncle se retire, Georges-Tobie de Thellusson propose à Jacques Necker de devenir son associé pour moitié. Ils fondent ainsi la banque Thellusson, Necker & Cie, qui gère les dépôts et comptes courants d'environ 350 clients étrangers, dont la plupart sont engagés dans les emprunts de la monarchie française. Ils font rapidement fortune en spéculant sur les fonds anglais au moment de la paix de 1763, dont ils sont instruits d'avance par un employé aux affaires étrangères ; en spéculant sur les blés et en prêtant au Trésor public. Puis Jacques Necker, ayant jugé avoir suffisamment fait fortune et ayant d'autres ambitions, cède toutes ses affaires à son frère Louis, connu sous le nom de M. de Germany, et associé de Girardot. Thellusson se retire avec un capital de 6 millions de livres. 
Georges Tobie de Thelusson était seigneur de Bière, Berolle par achat en 1760, et bourgeois de Rolle. En 1769, il achète près de Paris, le domaine de Marnes, que sa veuve revend en 1776 .  
Il meurt à Paris le 4 septembre 1776 .  

### Mariage et descendance
Georges-Tobie de Thellusson épouse en 1757 Marie-Jeanne Girardot de Vermenoux (1736-1781), fille de Daniel Girardot de Vermenoux négociant en bois, et de Marguerite Jallot . Elle était la belle-sœur de Germaine Larrivée, épouse de Paul Louis Girardot de Vermenoux, dont le buste fut sculpté par Jean Antoine Houdon en 1777.  Devenue veuve, elle acquiert en 1778 un terrain au 30 rue de Provence à Paris. En 1780, elle fait construire à cet emplacement, par Claude Nicolas Ledoux, architecte du Roi, l'hôtel Thellusson, un hôtel particulier d’un luxe qu’on disait fabuleux. Le portail s’ouvrait par un arc de triomphe de 10 mètres de haut. Elle meurt prématurément le 10 juin 1781 sans avoir eu le temps d'y habiter. De cette union, sont issus  trois fils qui font achever la construction de son hôtel :
- Paul Louis de Thellusson (1757-1801), seigneur de Bière, marquis de Franconville (1784), officier, marié en 1790 avec Amélie de La Frété, puis en 1795 avec Amicie Augustine de Caulaincourt (1776-1847), fille de Gabriel Louis, 4e marquis de Caulaincourt, et d'Anne Joséphine de Barandier de La Chaussée d'Eu.
- Jean Isaac de Thellusson (1764-1828), seigneur de Berolle, comte de Sorcy (1821), comte de Thelusson (1824), colonel des gardes suisses, marié en 1787 avec Louise Rilliet (1770-1845)
- Pierre Germain de Thellusson (1767-1831), seigneur de Coppet, officier, marié en 1796 avec Jeanne Rosalie de Reghat (1769-1852), dont le portrait a été peint par Elisabeth Vigée-Le Brun.

## Pour approfondir

### Sources et bibliographie
- Dictionnaire universel, historique, critique et bibliographique (MM. Chaudon et Delandine, Paris, 1810)
- Bibliographie historique de Genève au XVIIIe siècle (E. Rivoire, 1897)
- La banque protestante en France (H. Lüthy, 1959-1961)
- Gabriel Girod de L'Ain, Les Thellusson, Histoire d'une famille du XIVe siècle à nos jours, 1977 .